# الجامعة التكنولوجية (السودان)
الجامعة التكنولوجية هي جامعة حكومية سودانية تقع في الخرطوم امتداد الدرجة الثالثة شارع محمد نجيب جنوب جهاز المغتربين ،كانت تعرف سابقاً باسم كلية الخرطوم التقنية ثم كلية الخرطوم للعلوم والتقانة.

## التأسيس
تأسست الجامعة التكنولوجية عام 1991 كانت تعرف بأسم كلية الخرطوم التقنية وفي عام 2018 تم ترفيعها إلى جامعة حكومية بقرار من وزارة التعليم العالي والبحث العلمي. 

## الكليات
كلية الدراسات العليا ،كلية الهندسة والعمارة ،كلية علوم التمريض ،كلية الدراسات التجارية، كلية علوم الحاسوب  وتقنية المعلومات. 

## الموقع
الخرطوم امتداد الدرجة الثالثة شارع محمد نجيب جنوب جهاز المغتربين. 

## وصلات خارجية
- الموقع الرسمي للجامعة التكنولوجية (بالعربية)